# TudoGostoso
O TudoGostoso é um site colaborativo de receitas culinárias fundado em 2005. É um dos 5 portais de maior acesso no segmento culinário em âmbito brasileiro.  As receitas enviadas ao portal são testadas e comentadas pelos próprios usuários e geralmente contam com fotos, modo de preparo e lista de ingredientes. Em agosto de 2023 o portal disponibilizava mais de 197 mil receitas enviadas pelos usuários cadastrados.
Até 2015 o portal pertencia ao grupo NZN, quando foi vendido por R$ 49 milhões à Webedia Brasil.

## Histórico
Em 2016, foi lançado o blog TudoGostoso, que dá dicas de casa nos quesitos cozinha, limpeza e cuidados domésticos. Foram lançados, ainda, os livros “Gostosíssimo”, focado em sobremesas, e “Gostosíssimo: Aves”.
Em 2019 foi lançado o terceiro livro de receitas do portal, “Os Melhores Pratos do Brasil", o programa para IGTV apresentado pelo ex-MasterChef Gabriel Frazão e o assistente culinário para Alexa, assistente virtual da Amazon Brasil.
Em 2020 o TudoGostoso completou 15 anos no ar e 5 de aquisição pela Webedia, com mais de 30,1 milhões de visitantes únicos no portal, segundo Comscore. O portal também renovou o aplicativo para celulares a fim de disponibilizar mais atributos para os usuários.
Em dezembro de 2021 o TudoGostoso lançou conteúdos especiais com receitas natalinas através do aplicativo.
Em 2023, o site passou por uma mudança com alterações em sua logo e layout, além da adição da área "Brasil em Festa". Seção que destaca a culinária e como são comemoradas as festas típicas em cada região do Brasil.

## Prêmios e reconhecimento
Em 2021 o site recebeu o primeiro lugar na lista de melhores aplicativos culinários gratuitos da Canaltech.
O site TudoGostoso também foi vencedor em Gastronomia e Culinária do prêmio iBest em 2020, 2021 e 2022.